# روریک گیسلاسون
روریک گیسلاسون (ایسلندی: Rúrik Gíslason؛ زادهٔ ۲۵ فوریهٔ ۱۹۸۸) بازیکن فوتبال اهل ایسلند است.

## باشگاهی
از باشگاه‌هایی که در آن بازی کرده‌است می‌توان به باشگاه فوتبال کپنهاگن، باشگاه فوتبال چارلتون اتلتیک و باشگاه فوتبال نورنبرگ اشاره کرد.

## تیم ملی
وی همچنین در تیم ملی فوتبال ایسلند بازی کرده‌است.